# Les Lolos de Lola
Pour plus de détails, voir Fiche technique et Distribution.
Les Lolos de Lola est un film français réalisé par Bernard Dubois, sorti en 1976.

## Fiche technique
- Titre : Les Lolos de Lola
- Réalisation et scénario : Bernard Dubois
- Assistant réalisateur : Jean-Louis Daniel et Christine Van de Putte
- Costumes : Frédéric Vieille
- Image : John Terry
- Montage : Yann Dedet
- Musique : Jean-Claude Vannier
- Production : Les Films du Carrosse
- Distribution : Les Films Molière
- Pays d'origine : France
- Langue : français
- Format : couleur - Mono
- Genre : comédie romantique
- Durée : 83 minutes
- Date de sortie : 11 février 1976

## Distribution
- Jean-Pierre Léaud : Bernard Dubois
- Agathe Vannier : Agathe
- Yann Dedet : Yann
- Lola Dolorès : Lola
- Serge Marquand : le chauffeur
- Claude Baron-Renault : La maman de Lola
- Max Morel : Le flic cultivé
- Zouzou : Marie-France
- Julien Dubois : Julien, le fils de Bernard
- Bernard Ménez : Le plongeur mystérieux
- Maurice Pialat : Le vendeur d'outils
- Jean-Claude Vannier : L’homme au survêtement rouge et à la valise
- Arlette Langmann